# Parochodaeus stupendus
Parochodaeus stupendus – gatunek chrząszcza z rodziny wygonakowatych i podrodziny Ochodaeinae.
Gatunek ten opisali w 2012 roku M.J. Paulsen i Federico Ocampo na podstawie pojedynczego samca. Epitet gatunkowy stupendus oznacza w łacinie „zastanawiający” lub „zdumiewający” i odnosi się do nietypowych cech gatunku.
Chrząszcz o ciele długości 7,5 mm i szerokości 4,1 mm. Powierzchnię jego głowy pokrywają umiarkowanych rozmiarów guzki, a na czole brak jest rogu, choć jest ono nieco pośrodku nabrzmiałe. Nadustek jest równomiernie zaokrąglony, o pogrubionej, wystającej w przód przedniej krawędzi. Długość nadustka wynosi połowę jego szerokości u samca. Narządy gębowe cechuje wykrojona warga górna i zaokrąglone brzegi zewnętrzne żuwaczek. Powierzchnia bródki jest nabrzmiała i pozbawiona głębokiej bruzdy środkowej. Powierzchnia wypukłego przedplecza jest pokryta umiarkowanie rozwiniętymi, oszczecinionymi guzkami, a między guzkami nagimi, rozproszonymi, średnich rozmiarów punktami. Boczne brzegi przedplecza mają silne kąty. Pokrywy mają guzki na międzyrzędach wyposażone w umiarkowanie długie, sterczące szczecinki. Przednia para odnóży ma golenie zaopatrzone w silnie zakrzywioną ostrogę wierzchołkową oraz podobnych rozmiarów zęby: wewnętrzny i nasadowy. Odnóże tylnej pary ma zaopatrzony w ostry ząbek krętarz, ostre zęby na grzbietowej i brzusznej części tylnej krawędzi uda, smukłą i silnie zakrzywioną goleń oraz niepowiększony silnie pierwszy człon stopy. Odwłok nie ma wyrostka strydulacyjnego.
Owad neotropikalny, endemiczny dla Argentyny, znany tylko z prowincji Salta.